# Castillo de Scotty
El castillo de Scotty (Scotty's Castle, en inglés) es un palacio localizado en California, Estados Unidos. La edificación también es conocida como Death Valley Ranch.
El Servicio de Parques Nacionales de los Estados Unidos ofrece visitas guiadas por toda la edificación por un precio módico. Un recorrido subterráneo misterioso también está disponible para aquellos que deseen ver el funcionamiento interno del edificio. En el edificio se encuentran un cuarto de milla de túneles donde los visitantes pueden visitar la casa de máquinas y ver miles de fichas que se iban a utilizar para la piscina que, entre otras cosas, nunca se terminó.
Está inscrito en el Registro Nacional de Lugares Históricos.

## Historia
La construcción del edificio, que no es realmente un castillo, comenzó en 1922 y fue finalizada en 1931. Su nombre proviene de Walter E. Scott, un famoso buscador de oro en la zona, aunque éste nunca fue dueño del palacio ni tampoco habitó en él.
Tanto el castillo de Scotty como el museo del Castillo están abiertos todo el año, y se registran alrededor de 100 000 visitas anuales. Muebles originales de los Johnson y la ropa todavía se pueden ver hoy en día. El rancho está situado a unos 45 kilómetros al norte de Stovepipe Wells, California, en la carretera 267, a unas tres horas de Las Vegas, Nevada.